# 蕾切尔·纳楚拉
蕾切尔·纳楚拉（英語：Racheal Nachula；1986年1月14日—），赞比亚女子田径和足球运动员，司职前锋，目前效力于Hapoel Katamon Jerusalem F.C.和赞比亚国家女子足球队。她曾代表赞比亚参加2024年夏季奥林匹克运动会女子足球比赛。